# Zortalia bicalcarata
Zortalia bicalcarata is een hooiwagen uit de familie Gonyleptidae.